# Sunrise (EP)
Sunrise är den andra EP:n av den svenska tjejgruppen Dolly Style som släpptes den 24 maj 2019 av Capitol Music Group.

## Låtlista
- "Sunrise" – 3:17
- "Sunrise (Singback Version)" – 3:17
- "Twinkle" – 3:28
- "Twinkle (Singback Version)" – 3:28